# Субособистість
Субособистість — термін в психології, що позначає внутрішні образи елементів поведінки, які сприймаються свідомістю кожної особистості, як частини окремі від самої особистості. Субособистості виникають на різних етапах розвитку людини та забезпечують її захист, реалізацію її потреб й дозволяє йому жити так, як він живе. Базовим представленням методу психологічного дослідження особистості «Діалог з голосами» (англ. Voice Dialogue) (автори: Сидра й Хел Стоуни) є становище, що особистість людини не єдина, а складається з багатьох окремих «я», котрі називаються субособистостями.

## Історія
За твердженням історика психодинамічної психології, Генрі Елленбергера, джерелом вчення про субособистості є теорії дипсихізму й поліпсихізму, популярні серед месмеристів XIX століття. Найбільший внесок в конструювання дипсихізму вніс Макс Дессуар (1867—1947), в той час, як автором терміна «поліпсихізм» історик вважає магнетизера Жозефа П'єра Дюрана (1826—1900). Дюран стверджував, що людський організм складається з анатомічних сегментів, кожний з яких має власне психічне его. З точки зору Елленбергера, представлення Зигмунда Фрейда й Карла Густава Юнга про несвідоме спершу спиралися на модель дипсихізму, але згодом еволюціювали до поліпсихізму. Прикладом поліпсихізму в ученні Фрейда історик вважає тричленну формулу. Его, Воно та Над-Я.
Поняття субособистості введено в науковий вжиток у рамках нового психотерапевтичного психосинтезу, розробленого італійським психіатром та психологом Роберто Ассаджиолі. Відповідно до його представлень субособистість являє собою динамічну підструктуру особистості, що володіє відносно незалежним існуванням. Найтиповіші субособистості людини —  ті, що пов'язані з соціальними (сімейними та професіональними) ролями, які він бере на себе в житті, наприклад, з ролями матері, сина, бабусі, вчителя, коханої людини й т.д.

## Характеристики
Субособистості проявляються опосередковано, наприклад, в тому випадку, коли людина розмовляє сама з собою, веде внутрішній діалог. Голоси, які говорять при цьому, ставлять питання й відповідають у внутрішньому світі людини, і я проявом його субособистості. Якості, здібності, навички й фактичні досягнення людини, які вона демонструє у своєму житті, також є проявами субособистостей.
В структурі свідомості творці «Діалогу з голосами» виділяють три рівні:
- рівень спостереження, або усвідомлення;
- рівень субособистостей;
- рівень Его, — золота середина, яка лежить між «первісним Я» та «відстороненим Я» людини.

Спостереження відрізняється від розуму тим, що при сприйнятті навколишнього світу на цьому рівні людина не дає ніяких оцінок, не робить ніяких висновків.
За теорією Сидри й Хела Стоун, «первісні Я», що виникли в процесі дозрівання психіки людини, слугують для захисту «внутрішньої дитини» від вразливості й беззахисності та дозволяють досягати поставлених у житті цілей.